# تهريب البشر

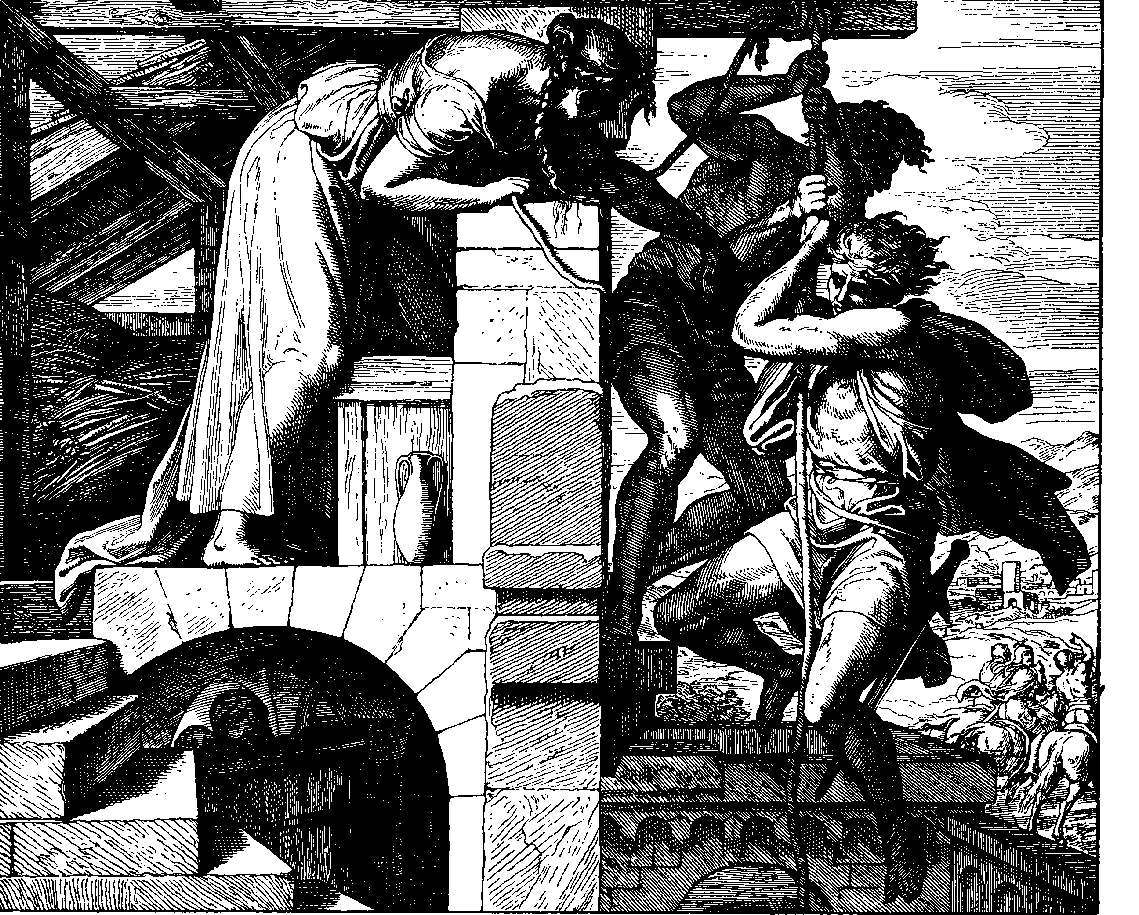

يُعرف تهريب البشر في ضوء قانون الولايات المتحدة بتسهيل عبور أو محاولة عبور أو دخول غير قانوني لشخص أو عدة اشخاص عبر حدود دولية، ما يمثل انتهاكًا لقوانين بلد أو عدة بلدان، بصورة سرية أو من طريق الخداع مثل استخدام الوثائق المزوّرة.
على الصعيد الدولي، يُعد مصطلح «تهريب البشر» غالبًا مرادفًا لتهريب المهاجرين، وعُرف في بروتوكول مكافحة تهريب المهاجرين عبر البر والبحر والجو، بالتكامل مع اتفاقية الأمم المتحدة ضد الجرائم الدولية المنظمة بأنه تأمين الحصول -بصورة مباشرة أو غير مباشرة- على فوائد مالية أو مادية أخرى، بواسطة الدخول غير الشرعي لشخص إلى حدود دولة أجنبية.
شهد العمل في تهريب البشر ازديادًا خلال العقود الماضية، إذ يمثل جزءًا كبيرًا من الهجرة غير المنظمة بين البلدان حول العالم. يهرب البشر غالبًا بموافقة الشخص الهارب نفسه، لأسباب مثل البحث عن وظائف وفرص اقتصادية، والاستفادة على المستوى الفردي أو العائلي، وهروبًا من الاضطهاد والعنف والصراعات.
سنة 2015، أدت الحرب الأهلية المستمرة في سوريا إلى نزوح ضخم واعتماد على مهربي البشر لمساعدة الناس على اللجوء إلى أوروبا. أدى هذا النزوح إلى حراك غير مسبوق عبر البحر المتوسط. وفقاً لإحصائيات قدمتها مفوضية شؤون اللاجئين، كان هناك زهاء المليون وافد عبر البحر إلى أوروبا سنة 2015، وأكثر من 2900 حالة وفاة وفقد بين المهاجرين. وفقًا لمشروع المهاجرين المفقودين للمنظمة الدولية للهجرة، كان هناك أكثر من 3800 وفاة بين المهاجرين حول العالم سنة 2015.
على عكس الاتجار بالبشر، يتسم تهريب البشر بالاتفاق بين العميل والمهرِب، اتفاقًا تعاقديًا ينتهي عادةً بالوصول إلى الموقع/الوجهة. مع ذلك قد يتحول تهريب البشر إلى حالات يمكن القول إنها تمثل إساءةً كبيرة لحقوق الإنسان، إذ يتعرض المهاجرون المهرَّبون إلى التهديد والانتهاك والاستغلال والتعذيب وحتى القتل على أيدي المهرِّبين. ربما كان الأشخاص المنخرطون في عمليات التهريب هم أنفسهم ضحايا للاتجار بالبشر، مثل أن يُخدعوا بشروط وأحكام وظائفهم بهدف استغلال جهودهم في عملية التهريب.
عمليات التهريب معقدة، فهي تعمل ضمن شبكات العديد من الأفراد اللاعبين. ويزداد تعقيد عمليات التهريب وبنيتها التحتية باستمرار، كذلك تتعقد الشؤون المرتبطة بتهريب البشر. يؤدي تهريب البشر بوجود لاعبين كبار وصغار يجوبون العالم إلى تأثير اقتصادي وقانوني كبير في المجتمع، وما تزال الحلول المقدمة لمشكلة تهريب البشر محل جدال وتحت نقاش وتطوير مستمرين. وُصف التهريب أنه إشكال كلاسيكي مستعصي، لأنه صعب التعريف، ومتغير باستمرار، ولا يمكن تقديم حل واضح له بسبب وجود عوامل سابقة هي نفسها عصية على التغيير، مثل وجود الدول نفسه، ونمو الفوارق بين هذه الدول، ودوافع قوية من بعضها لإبقائهم خارجها. وبسبب امتلاك كل دولة حكومات واقتصادات مختلفة، يتعذر تقديم تعريف عالمي لمشكلة تهريب البشر، ما يؤدي إلى تعقيد عمل قوات الأمن لوقف تهريب البشر، لأنهم مجبرون على التكيف مع ظروف مختلفة في دول مختلفة.

## أسباب تهريب البشر
يفر العديد من الأفراد الذين يوافقون على التهريب من الفقر وصعوبة العيش، بحثًا عن فرص وأحوال أفضل خارج البلاد، أو هروبًا من الكوارث الطبيعية والصراعات والاضطهاد. وربما يطلب بعضهم الآخر اللجوء. ينتمي العديد من المهرَّبين للفقراء وغير المتعلمين، في حين ينتمي بعضهم إلى الطبقة الوسطى المتعلمة. وعلى هذا المنوال، ربما تكون العبارة الوحيدة الجامعة التي يمكن قولها حول الأشخاص المهرَّبين هي كونهم جميعًا يبحثون عن حياة أفضل.

## عمليات التهريب
تتراوح عمليات تهريب البشر بين جهات صغيرة وأخرى كبيرة تعمل في الأسواق العابرة للقوميات. ينظم المهرِّبون الصغار عادةً جميع أبعاد عمليات التهريب بأنفسهم. ومع ذلك، غالبًا ينخرط المهرِّبون بالعمل ضمن شبكات تهريب أكبر إذ ينقسم العمل بين الجهات المعنية. في الماضي، كانت عصابات التهريب تميل إلى أن تكون مغمورة ودون خبرات محدودة. ورغم ذلك ولاستمرار الزيادة في تهريب البشر، أضحت تلك العصابات أكثر انتشارًا وتنظيمًا. في المكسيك، كما قال جيم تشابارو رئيس مكتب مكافحة التهريب في دائرة الهجرة والتجنيس الأمريكية، تطورت أعمال التهريب الصغيرة وغير الرسمية إلى شبكة قوية من «مئات النقابات، يعمل بعضها على نطاق بسيط وبعضها الآخر يعمل على نطاق كبير جدًا». في الواقع، ومنذ أن أصبح تدفق المهاجرين غير الشرعيين من المكسيك إلى داخل الولايات المتحدة أكثر تنظيمًا، استطاعت الجماعات التي تقوم بالتهريب داخل المكسيك تقديم خدماتها إلى غير المكسيكيين. بالفعل، غالبًا ما تكون عمليات التهريب معقدة وعادةً يتوقف الأشخاص المهرَّبون في العديد من البلدان عبر العالم قبل الوصول إلى وجهتم النهائية.
وصفت المطبوعات والمنشورات حول هذا الموضوع شركة تعاونية لبنانية/مكسيكية متورطة في تهريب البشر إلى الولايات المتحدة، جذبت انتباه قوات الأمن ومكافحة التجسس.
بمرور السنين، تطور التهريب وأضحى مجال عمل خدمي متطور، مع وجود الطرق والسُبل التي يستخدمها المهرِّبين والتي تم تأسيسها عمليًا، مثل الطريق من المكسيك وأمريكا الوسطى إلى الولايات المتحدة، وعبر تركيا واليونان إلى أوروبا الغربية، وعبر شرق وجنوب شرق آسيا.
يكمن خلف هذا الازدهار في مجال تهريب البشر عدة عوامل متداخلة، تبدأ من ضعف التشريعات القانونية، والتساهل في المداخل الحدودية إلى فساد الموظفين وقوة الجريمة المنظمة.
يعتمد التعقيد في شبكات التهريب على الطريق الذي تسلكه الرحلة وطبيعتها. في الطرقات المعروفة والمجربة، يعمل المهرِّبون عادةً بشكل شركات عائلية. كلما كبر التعقيد في الطريق، ازداد عدد الأعضاء الموظفين في التهريب. عمومًا، فإن البنية التحتية في تجارة تهريب البشر غير تقليدية، إذ تفتقر إلى أي تنظيم معروف أو أساس صلب. شبكات التهريب منتشرة وغير مركزية. يُشكل المهربين تحالفات تجارية مؤقتة، وأفضل وسيلة لوصف وفهم منظمة التهريب هي بوصفها فرق عمل مخصصة، تُخصص فيها النشاطات ويتحكم بها أفراد يتعاملون معًا على أساس فردي. في مجال تهريب البشر لا يوجد عراب واحد يوجه نشاطات الموظفين، بل يزاول الأفراد أعمالهم على أسس متساوية ويعدون أنفسهم وكلاء دون قيود. إن تقسيم العمل واضح ودقيق جدًا، وكل مشترك بالعمل هو مفيد على طريقته الخاصة ويقوم بما يخصه فقط، لا وجود لقائد في عصابات التهريب، ولن تظهر القيادة لأن العمل المنشود تخصصي للغاية.
وفقًا لفرونتكس، يقدم مهربو البشر وصفًا تفصيليًا للفوائد الفردية في بلدان الاتحاد الأوروبي ليتمكنوا من مقارنة الفوائد المتوفرة قبل التقدم إلى اللجوء في هذه البلدان، مثل السويد والدنمارك وألمانيا.